# 奪情起復
奪情起復，簡稱奪情，是中国古代丁憂制度的延伸，意思是為國家奪去了孝親之情，可不必去职，以素服办公，不参加吉礼。奪情在文官之中不多見，但在武官之中就每每出現，國家不可能要求作戰中的軍人回家服喪，本來就谈不到“丁忧”，古人称之“墨绖从戎”，又称“金革之事不避”（墨絰，又稱墨縗，黑色喪服；金，刀劍；革，鎧甲；金革在此指戰爭）。

## 各朝事例
中国古代禮制規定政治人物一旦承重祖父母，親父母的喪事，“自聞喪日起，不計閏，守制二十七月，期滿起復”。意思是必須回鄉守喪二十七個月，事後再重返官場（皇帝只需27日）。但是為了因應各種局勢，“奪情”可以合法地不守禮制。
贾充母亲去世的时候，晋武帝以东南有战事为由，派杨嚣前去宣布命令，让贾充只丁憂六十天，隨即奪情。
北周王谦就奪情起復，《周书·王谦传》：“朝议以谦父殒身行阵，特加殊宠，乃授谦柱国大将军。以情礼未终，固辞不拜，高祖手诏夺情，袭爵庸公。”
唐代已經建立起較為完備的奪情起復制度，但在唐玄宗後奪情已較少見。唐朝末年，天下大乱，皇权衰微，宰相韦贻范在丧母去职后因有军阀李茂贞支持，才隔了三个月就复出再次拜相，且没有推辞就上表谢恩。
明朝唐順之任南京兵部主事時，父親去世，恰逢倭寇屢犯沿海，也被明世宗奪情，召為員外郎。
明朝文官奪情起復者主要有閣臣、尚書、侍郎等一些政治人物。一些人便利用各種手段，營求奪情。無論是哪一種形式的奪情行為，都會引起倫理問題，明英宗因此於正統七年（1442年）下令：“凡官吏匿喪者，俱發原籍為民。”正統十二年（1447年）又下令：“內外大小官員丁憂者，不許保奏奪情起復。”明朝內閣首輔張居正因為奪情的問題，曾經引起一連串的事件，《明史纪事本末·江陵柄政》：“己卯，张居正父丧讣至，上以手谕宣慰……然亦无意留之。所善同年李幼滋等倡夺情之说，于是居正惑之，乃外乞守制，示意冯保，使勉留焉。”据文秉，《定陵注略》记载：“大珰冯保，挟冲主，操重柄，江陵素卑事之。新郑既逐，保德江陵甚，凡事无不相呼应如桴鼓。江陵闻父讣，念事权在握，势不可已，密与保谋夺情之局已定，然后报讣。”奪情一事乃是與司禮監掌印太監馮保串通好的，明神宗實錄亦言張居正“奪情之本謀盡露矣！”當時有許多政治人物出于政治上的原因，抗议“夺情”，都被皇帝一一批驳，反对派遭到严惩，甚至动用了“廷杖”的刑法，許多人被打得皮开肉绽，终身残疾。張居正自此事件後，更加偏恣，《明史》載：“居正自奪情後，益偏恣。其所黜陟，多由愛憎。左右用事之人多通賄賂。”
咸丰七年二月初四日（1857年2月27日）曾国藩父曾麟书卒。當時兵部右侍郎衔曾國藩正在襄辦湘軍，原本應該奪情，但是他竟于二十一日离营回湘。當時左宗棠寫信罵他：“《纲目》一书，于夺情题后一事，总以其人所处之时地为断，所以重纲常、维名教而警偷薄之俗也。至‘金革之事无避’一语，经义直捷了当，更无可疑；诚以兵礼、丧礼同一凶事，并无所谓希荣忘哀之念；而干戈之际，事机急迫，有万不能无变者。顺乎天理之正，即乎人心之安，则世俗所谓‘夺情’者，乃圣贤所谓‘遵礼’，又何拟议之有？”